# Zentrale Nationalitäten-Universität
Die Zentrale Nationalitäten-Universität (ZNU; chinesisch 中央民族大学, Pinyin Zhōngyāng Mínzú Dàxúe) ist eine Schwerpunktuniversität der Volksrepublik China und die einzige Nationalitäten-Universität, die zum Projekt 211 gehört. 

## Geschichte
Die Zentrale Nationalitäten-Universität wurde im September 1941 als "Nationalitäten-Hochschule" (民族学院) für die Ausbildung von Kadern der ethnischen Minderheiten Chinas und von han-chinesischen, auf Nationalitätenangelegenheiten spezialisierten Kader, in Yan’an gegründet. Ihr Gründungsrektor war der Mongole Ulanhu. Heute hat die ZNU ihren Sitz im Straßenviertel Zizhuyuan (Stadtbezirk Haidian) der Hauptstadt Peking, wo sie am 11. Juni 1952 neu eröffnet wurde. 
Nach wie vor werden schwerpunktmäßig Studierende der ethnischen Minderheiten Chinas aufgenommen. Darüber hinaus ist die Universität landesweit führend im Fachgebiet Ethnologie. Im April 2010 hatte die ZNU rund 16.000 Studierende, davon über 60 % Angehörige ethnischer Minderheiten und 843 Gaststudierende aus 44 Ländern. Die Universität untersteht direkt der staatlichen Nationalitätenkommission.

## Fakultäten und Zentraleinrichtungen
- Fakultät für Ethnologie und Soziologie (民族学与社会学学院);
- Fakultät für Sprachen und Literaturen der ethnischen Minderheiten Chinas (中国少数民族语言文学学院) mit angeschlossenem Forschungsinstitut die Sprachen der ethnischen Minderheiten Chinas (中国少数民族语言研究所):
  - Fachrichtung mongolische Sprache und Literatur (蒙古语言文学系);
  - Fachrichtung koreanische Sprache und Literatur (朝鲜语言文学系);
  - Fachrichtung uigurische Sprache und Literatur (维吾尔语言文学系);
  - Fachrichtung kasachische Sprache und Literatur (哈萨克语言文学系);
  - Fachrichtung Sprachen und Literaturen der ethnischen Minderheiten (少数民族语言文学系), u. a.:
    - Fach yi-birmanische Sprachen und Kulturen (彝缅语族语言文化);
    - Fach Zhuang-Tai-Sprachen und Kulturen (壮泰语族语言文化);
- Forschungsinstitut für Tibetologie (藏学研究院);
- Fakultät für Philosophie und Religionswissenschaft (哲学与宗教学学院);
- Fakultät für Geschichte und Kulturwissenschaft (历史文化学院);
- Fakultät für Marxismus (马克思主义学院) mit angeschlossenem Forschungsinstitut für Nationalitätentheorie und Nationalitätenpolitik Chinas (中国民族理论与民族政策研究院);
- Fakultät für Literatur, Journalismus und Kommunikationswissenschaft (文学与新闻传播学院);
- Fakultät der Schönen Künste (美术学院);
- Fakultät für Tanz (舞蹈学院);
- Fakultät für Musikwissenschaft (音乐学院);
- Fakultät für Sportwissenschaft (体育学院);
- Juristische Fakultät (法学院);
- Fakultät für Pädagogik (教育学院);
- Fakultät für internationale Pädagogik (国际教育学院);
- Fakultät für Unternehmensführung und Management (管理学院);
- Fakultät für Wirtschaftswissenschaft (经济学院) mit angeschlossenem Forschungsinstitut für die Wirtschaft ethnischer Minderheiten (少数民族经济研究所);
- Fakultät für Fremdsprachen (外国语学院);
- Fakultät für Naturwissenschaften (理学院);
- Forschungsinstitut für traditionelle Medizin der ethnischen Minderheiten Chinas (中国少数民族传统医学研究院);
- Fakultät für Bio- und Umweltwissenschaften (生命与环境科学学院);
- Fakultät für Informationstechnologie und Ingenieurwesen (信息工程学院);
- Fakultät für Erwachsenen- und Weiterbildung (继续教育学院);
- Fakultät für das Vorstudium / gymnasiale Oberstufe (预科教育学院);
- Forschungszentrum für globale Ethnologie und Anthropologie (世界民族学人类学研究中心).

## Mit der Zentralen Nationalitäten-Universität verbundene Personen
- Dungkar Lobsang Thrinle (东嘎•洛桑赤列,  Dōnggā•Luòsāngchìliè), 1927–1997, Professor;
- Fei Xiaotong (费孝通,  Fèi Xiàotōng), 1910–2005, Vize-Präsident;
- Ikeda Daisaku (池田 大作), 1928–2023, Ehrenprofessor;
- Li Desheng (李德生,  Lǐ Déshēng), *1922, Alumnus;
- Ingo Nentwig (南因果,  Nán Yīnguǒ), *1960, Gastdozent;
- Ilham Tohti (伊力哈木•土赫提,  Yīlìhāmù•Tǔhètí), *1969, Alumnus und ao. Professor;
- Ulanhu (乌兰夫,  Wūlánfū), 1906–1988, Gründungsrektor, Vize-Präsident der VR China.